# Aleksander Misiągiewicz
Aleksander Misiągiewicz (ur. 24 lutego 1847, zm. 7 lipca 1925) – powstaniec styczniowy, urzędnik sądowy, ziemianin, działacz rolniczy, przemysłowiec.

## Życiorys
Aleksander Misiągiewicz urodził się 24 lutego 1847. Uczestniczył w powstaniu styczniowym 1863.
Podjął pracę w C. K. Sądzie Krajowym we Lwowie, gdzie został zatrudniony jako akcesista (od około 1862 do około 1866), następnie w tamtejszej jednostce C. K. tabula krajowa, urząd ksiąg gruntowych, archiwum aktów grodzkich pracował jako ingrosista (od około 1867 do około 1872), później przez dwie dekady jako adiunkt tabularny (od około 1873 do około 1894).
Był dyrektorem fabryki cukru na Wołyniu. Ożenił się z Wandą z domu Wysocką (córka generała powstania styczniowego Józefa Wysockiego, udzielająca pomocy powstańcom z 1863, autorka pamiętników z tego czasu). Zamieszkiwali w domu w Szpanowie, określanym jako „centrum polskości”. Wobec zagrożenia wydaleniem z granic Imperium Rosyjskiego w latach 90. opuścił Wołyń i zamieszkał na obszarze Galicji w majątku Czyżowice. Od końca XIX wieku co najmniej do 1918 był właścicielem tabularnym majątków Czyżowice. Władając dobrami w Czyżowicach był uprawniony do wyboru posła na Sejm Krajowy Galicji. Jako właściciel dóbr od około 1896 do 1914 był członkiem Rady Powiatowej w Mościskach, wybrany z grupy większych posiadłości, w tym od około 1899 do około 1901 był członkiem wydziału powiatowego.
Publikował w „Roczniku Asekuracyjno-Ekonomicznym”. Należał do C. K. Galicyjskiego Towarzystwa Gospodarskiego, w którym był członkiem oddziału przemysko-mościsko-bireckiego, oddziału rudeńsko-gródeckiego, później był radnym oddziału mościskiego.
Od 1900 do 1905 był dyrektorem Pierwszego Galicyjskiego Towarzystwa Akcyjnego Budowy Wagonów i Maszyn w Sanoku. W tym charakterze 25 sierpnia 1900 podejmował w fabryce Namiestnika Galicji Leona Pinińskiego. 26 października 1900 wybrany do 14-osobowej rady zawiadowczej fabryki. Pod koniec listopada 1900 zmierzył się ze strajkiem kowali w fabryce. W lutym 1904 został wybrany korespondentem komisji przemysłowej. 9 marca 1902 został wybrany do zawiązanego wtedy komitetu Związku Fabryk Maszyn i Wyrobów Żelaznych we Lwowie. Od około 1904 do około 1905 był asesorem ze stanu kupieckiego do senatu spraw handlowych sanockiego w okręgu C. K. Sądu Obwodowego w Sanoku z tytułem c. k. radcy cesarskiego. 10 lutego 1905 został pożegnany w Sanoku (jego miejsce na stanowisku naczelnego dyrektora sanockiej fabryki zajął Ignacy Drewnowski), po czym udał się do Lwowa
Od około 1902 do 1914 był członkiem rady nadzorczej (zawiadowczej) Galicyjsko-Bukowińskiego Akcyjnego Towarzystwa Przemysłu Cukrowniczego w Przeworsku. Od około 1906 był detaksatorem wydziału okręgowego w Mościskach C. K. Galicyjskiego Towarzystwa Kredytowego Ziemskiego z siedzibą we Lwowie. Jak przedstawiciel większej własności 11 października 1906 został wybrany członkiem zarządu powiatowego kółek rolniczych w Mościskach.
Wraz z żoną Wandą (1852-1914) miał syna Romana i córkę (po mężu Śmiałowska). Aleksander Misiągiewicz zmarł 7 lipca 1925. Został pochowany na cmentarzu w Lipnikach. Do 2018 grobowiec rodzinny Misiągiewiczów został odrestaurowany staraniem Towarzystwa Miłośników Lwowa i Kresów Południowo-Wschodnich Oddział Stołeczny Warszawa.

## Publikacje
- Cukrownictwo w Galicyi (w: Kalendarz Asekuracyjno-Ekonomiczny na rok 1896. Rocznik V)[29]
- Kwestya cukrownicza (w: Kalendarz Asekuracyjno-Ekonomiczny na rok 1897. Rocznik VI)[30]
- Klęski elementarne (w: Kalendarz Asekuracyjno-Ekonomiczny na rok 1898. Rocznik VII)[31]
- Szkody gradowe (w: Kalendarz Asekuracyjno-Ekonomiczny na rok 1899. Rocznik VIII)[32]
- Ekonomiczne wychowanie (w: Kalendarz Asekuracyjno-Ekonomiczny na rok 1900. Rocznik IX)[33]
- Węgiel. Gawęda ekonomiczna (w: Kalendarz Asekuracyjno-Ekonomiczny na rok 1901. Rocznik X)[34]